# Riberalta de Potosí
Riberalta de Potosí ist eine Ortschaft im Departamento Potosí im südamerikanischen Andenstaat Bolivien.

## Lage im Nahraum
Riberalta de Potosí liegt in der Provinz Nor Chichas und ist die zweitgrößte Ortschaft im Cantón Vichacla im Municipio Cotagaita. Riberalta de Potosí liegt auf einer Höhe von 3000 m mit zwei durch eine Flussbrücke verbundenen Ortsteilen am nördlichen und südlichen Ufer des Río Tocla, der über den Río Tumusla und den Río Camblaya zum Río Pilcomayo entwässert.

## Geographie
Riberalta de Potosí liegt zwischen den Höhenzügen der Cordillera de Chichas und der Cordillera Central, die sich aus der kargen Hochebene des bolivianischen Altiplano erheben. Das Klima ist wegen der Binnenlage kühl und trocken und durch ein typisches Tageszeitenklima gekennzeichnet, bei dem die Temperaturschwankungen zwischen Tag und Nacht in der Regel deutlich größer sind als die jahreszeitlichen Schwankungen.
Die Jahresdurchschnittstemperatur liegt bei 13 °C und schwankt nur unwesentlich zwischen 10 °C im Juni/Juli und gut 15 °C von November bis März (siehe Klimadiagramm Vitichi). Der Jahresniederschlag beträgt nur etwa 400 mm, mit einer stark ausgeprägten Trockenzeit von April bis Oktober mit Monatsniederschlägen unter 20 mm und einer Feuchtezeit von Dezember bis Februar mit etwa 80 mm Monatsniederschlag.

## Verkehrsnetz
Riberalta de Potosí liegt in einer Entfernung von 205 Straßenkilometern südlich von Potosí, der Hauptstadt des Departamentos.
Von Potosí aus führt die asphaltierte Nationalstraße Ruta 1 vom Titicacasee im Norden zur argentinischen Grenze im Süden und durchquert dabei die Großstädte El Alto, Oruro und Potosí. Von Potosí aus führt sie über 37 Kilometer in südlicher Richtung bis Cuchu Ingenio, wo die Ruta 14 in südlicher Richtung abzweigt und über Vitichi nach 135 Kilometern Tumusla und nach weiteren 22 Kilometern Escara erreicht. Sie führt anschließend weiter über Cotagaita nach Villazón. In Escara zweigt eine unbefestigte Nebenstraße nach Westen ab, die nach drei Kilometern Tambo Huayco erreicht, nach weiteren fünf Kilometern Tocla Rancho und von dort noch einmal drei Kilometer weiter nach Riberalta de Potosí führt.

## Bevölkerung
Die Einwohnerzahl der Ortschaft ist in dem Jahrzehnt zwischen den beiden letzten Volkszählungen auf gut das Doppelte angestiegen:
| Jahr | Einwohner         | Quelle       |
| ---- | ----------------- | ------------ |
| 1992 | keine Detaildaten | Volkszählung |
| 2001 | 151               | Volkszählung |
| 2012 | 322               | Volkszählung |
| 2024 |                   | Volkszählung |

Die Region weist einen hohen Anteil an Quechua-Bevölkerung auf, im Municipio Cotagaita sprechen 96 Prozent der Bevölkerung Quechua.